# Mustajõe
Mustajõe – wieś w Estonii, w prowincji Põlva, w gminie Laheda.